# Лісовий Євгеній Олегович
Євге́ній Оле́гович Лісови́й (нар. 28 листопада 1989, Кагарлик, Київська область, УРСР, СРСР — пом. 26 лютого 2022, Київ) — молодший сержант Збройних сил України, відзначився у ході російського вторгнення в Україну.

## Життєпис
Євгеній Лісовий народився 28 листопада 1989 року у місті Кагарлик на Київщині. З початком війни на сході України рік (в 2014—2015 рр.) проходив військову службу в антитерористичній операції (АТО). Ще раз проходив службу із 17 жовтня 2016 по 26 січня 2017 року. Через пів року з 26 липня 2016 року проходив пів року військову службу за контрактом у 72-й Окремій механізованій бригаді імені Чорних Запорожців. З початком повномасштабного військового вторгнення РФ в Україну був призваний, перебував на передовій. Загинув Євгеній Лісовий в перші дні війни 26 лютого 2022 року. Указом Президента України відважного воїна нагороджено орденом «За мужність» ІІІ ступеня посмертно. Нагороду Євгенія Лісового вручили його мамі Наталії Василівні військовий комендант Кагарлика Сергій Зайченко, секретар Кагарлицької міської ради Людмила Демиденко та начальник відділу містобудування, архітектури та ЖКГ міськради Володимир Бойко. Похований воїн у Кагарлику на кладовищі по вулиці Титова.

## Нагороди
- орден «За мужність» III ступеня (2022, посмертно) — за особисту мужність під час виконання бойових завдань, самовіддані дії, виявлені у захисті державного суверенітету та територіальної цілісності України, вірність військовій присязі.